# Lord Jim (film, 1925)
Pour les articles homonymes, voir Lord Jim.
Pour plus de détails, voir Fiche technique et Distribution.
Lord Jim est un film muet américain réalisé par Victor Fleming et sorti en 1925.

## Synopsis
Ayant déserté son navire lors d'un naufrage, un marin, incapable de retrouver du travail, se lie à un propriétaire qui fait le commerce des esclaves. Il tombe amoureux de la fille de ce dernier et gravit peu à peu les marches jusqu'à devenir chef du village local.

## Fiche technique
- Réalisation : Victor Fleming
- Scénario : George C. Hull (en), John Russell, d'après le roman de Joseph Conrad
- Chef-opérateur : Faxon M. Dean
- Production : Howard Hawks pour Paramount Pictures
- Durée : 70 minutes
- Date de sortie : 
  - États-Unis : 14 décembre 1925

## Distribution
- Percy Marmont : Lord Jim
- Shirley Mason : Jewel
- Noah Beery : Capitaine Brown
- Raymond Hatton : Cornelius
- Joseph J. Dowling : Stein
- George Magrill : Dain Waris
- Nick De Ruiz : le sultan
- J. Gunnis Davis : Scoggins
- Jules Cowles : Yankee Joe
- Duke Kahanamoku : Tamb Itam
- Ernie Adams
- Joseph W. Girard
- Chris-Pin Martin
- Evelyn Selbie
- Evelyn Selbie : la femme du sultan
- Harry Tenbrook
- Rex Ingram
- William Henry : un gavroche